# Chi ha bisogno di Tenchi? (OAV)
Chi ha bisogno di Tenchi? (天地無用! 魎皇鬼?, Tenchi muyō! Ryōōki), è una serie OAV giapponese, prima uscita del merchandise legato a Chi ha bisogno di Tenchi?.
La distribuzione dei primi sei OAV cominciò nel settembre 1992 e durò fino al 1993. La serie ebbe un tale successo che vennero pubblicati un settimo episodio speciale nel gennaio 1994 e un ulteriore speciale (non numerato) nel marzo successivo, seguiti immediatamente da altri sei OAV, distribuiti da settembre 1994 fino a settembre 1995. La seconda serie lasciò la storia in sospeso, ma solo nel 2003 vennero pubblicati gli ultimi sei episodi, seguiti da un altro OAV speciale (numerato come episodio 20) nel settembre 2005, che conclusero momentaneamente la storia. Dopo una lunga pausa, altre due stagioni OAV sono state edite nel 2016-2017 (4 episodi) e nel 2020-2021 (6 episodi).
I 30 episodi complessivi (più lo speciale non numerato), insieme allo spin-off Tenchi muyō! GXP, sono considerati la storia ufficiale.
In Italia i primi dodici episodi regolari (episodi 1-6 e 8-13, numerati come I-XII) e i primi due speciali (l'episodio 7 e quello non numerato) furono doppiati e pubblicati in 7 VHS nel 1996-1997 dalla Dynamic Italia, che in seguito li ristampò in DVD in diverse edizioni a partire dal 2003. Alcuni episodi furono trasmessi in TV nel 1997 come parte della programmazione domenicale del circuito JTV. La terza, quarta e quinta serie sono inedite.

## Trama
Tenchi Masaki era un normalissimo studente giapponese di 17 anni fino al giorno in cui incoscientemente libera la bellissima piratessa spaziale Ryoko, da una caverna in cui era stata sigillata 700 anni prima dato che era considerata un demone. Per una serie di eventi, altre quattro ragazze aliene (la principessa Ayeka e la sua sorellina Sasami, la scienziata Washu Hakubi e la svampita poliziotta intergalattica Mihoshi Kuramitsu) arriveranno in casa Masaki, facendo scoprire al ragazzo dettagli sulla propria provenienza che lui stesso non sapeva assolutamente di avere. Come se non bastasse,  tutte le ragazze - a partire da Ryoko - mostreranno un interesse sentimentale nei suoi confronti.

## Episodi
Le date italiane si riferiscono all'uscita dell'edizione su DVD a cura della Dynit
| Nº Ja                 | Nº It      | Titolo italiano Giapponese 「Kanji」 - Rōmaji - Traduzione letterale | Pubblicazione     | Pubblicazione    |
| Nº Ja                 | Nº It      | Titolo italiano Giapponese 「Kanji」 - Rōmaji - Traduzione letterale | Giapponese        | Italiano         |
| OVA 1 (7 episodi)     |            | |                   |                  |
| 1                     | I          | Il risveglio di Ryoko 「魎呼復活」 - Ryōko fukkatsu – "Il risveglio di Ryoko" | 25 settembre 1992 | 8 ottobre 2003   |
| 2                     | II         | L'arrivo di Ayeka 「阿重霞が出た！」 - Aeka ga deta! – "L'arrivo di Ayeka" | 25 ottobre 1992   | 8 ottobre 2003   |
| 3                     | III        | La rinascita di Ryo-ohki 「こんにちは！魎皇鬼ちゃん」 - Konnichiwa! Ryōōki-chan – "Ciao! Ryo-Ohki" | 25 novembre 1992  | 8 ottobre 2003   |
| 4                     | IV         | La caduta di Mihoshi 「星降る里に美星降る」 - Hoshi furusato ni Mihoshi furu – "Mihoshi cade nella terra delle stelle" | 10 dicembre 1992  | 29 ottobre 2003  |
| 5                     | V          | L’attacco di Kayato 「神我人襲来！」 - Kagato shūrai! – "L'attacco di Kagato" | 25 febbraio 1993  | 29 ottobre 2003  |
| 6                     | VI         | Tutti hanno bisogno di Tenchi 「天地必要」 - Tenchi hitsuyō – "Tenshi è necessario" | 25 marzo 1993     | 29 ottobre 2003  |
| 7                     | Special I  | Troppe donne per Tenchi! 「お祭り前日の夜！」 - O-matsuri zenjitsu no yoru! – "La notte prima della festa!" | 25 gennaio 1994   | 29 ottobre 2003  |
| Speciale (1 episodio) |            | |                   |                  |
| -                     | Special II | Le avventure della detective stellare Mihoshi: Lo strano caso dell'ultramateria 「天地無用！番外編 宇宙刑事美星 銀河大冒険」 - Tenchi muyō! bangai-hen: Uchū keiji Mihoshi - Ginga daibōken – "Speciale "Tenchi muyō!": La detective stellare Mihoshi - Un'avventura galattica" | 25 marzo 1994     | 29 ottobre 2003  |
| OVA 2 (6 episodi)     |            | |                   |                  |
| 8                     | VII        | Il piccolo Taro e la piccola Washu 「こんにちは赤ちゃん」 - Konnichiwa akachan – "Ciao piccolo" | 25 settembre 1994 | 25 novembre 2003 |
| 9                     | VIII       | Sasami e Tsunami 「砂沙美と津名魅」 - Sasami to Tsunami – "Sasami e Tsunami" | 25 ottobre 1994   | 25 novembre 2003 |
| 10                    | IX         | Tenchi amore mio 「天地が好き」 - Tenchi ga suki – "Tenchi mi piace" | 25 febbraio 1995  | 25 novembre 2003 |
| 11                    | X          | L’avvento della dea 「女神降臨」 - Megami kōrin – "L'avvento della dea" | 25 marzo 1995     | 10 dicembre 2003 |
| 12                    | XI         | Zero Ryoko 「零・魎呼」 - Zero Ryōko – "Zero - Ryoko" | 25 giugno 1995    | 10 dicembre 2003 |
| 13                    | XII        | Il re di Jurai 「皇来たりなば幸遠からじ」 - Ō kitarinaba sachi tōkaraji – "Se arriva il re, la felicità può essere lontana?" | 25 settembre 1995 | 10 dicembre 2003 |
| OVA 3 (7 episodi)     |            | |                   |                  |
| 14                    | -          | 「遠方より来たるモノ」 - Enpō yori kitaru mono – "Un visitatore che viene da lontano" | 18 settembre 2003 | -                |
| 15                    | -          | 「許嫁」 - Iinazuke – "Fidanzata" | 21 dicembre 2003  | -                |
| 16                    | -          | 「唯今、休養中につき～Strategy～」 - Tadaima, kyūyōchū ni tsuki ~Strategy~ – "Al momento mi sto riposando - Strategia" | 27 marzo 2004     | -                |
| 17                    | -          | 「美咲生がチョビ丸でやってきた!」 - Misao ga Chobimaru de yattekita! – "Misao è arrivato sul Chobimaru!" | 15 settembre 2004 | -                |
| 18                    | -          | 「ラブラブ大作戦～終焉の始まり～」 - Rabu-rabu daisakusen ~Shūen no hajimari~ – "Le tattiche dell'amore - L'inizio della fine" | 22 dicembre 2004  | -                |
| 19                    | -          | 「Z」 – "Z" | 16 marzo 2005     | -                |
| 20 (speciale)         | -          | 「第三期プラス1」 - Dai-san-ki purasu wan – "Terza parte più uno" | 14 settembre 2005 | -                |
| OVA 4 (4 episodi)     |            | |                   |                  |
| 21                    | -          | 「前日宴」 - Zenjitsu utage – "Il giorno prima del banchetto" | 30 novembre 2016  | -                |
| 22                    | -          | 「柾木の宿命」 - Masaki no sukumei – "Il destino dei Masaki" | 22 febbraio 2017  | -                |
| 23                    | -          | 「誓いと欲望」 - Chikai to yokubō – "Promesse e desideri" | 31 maggio 2017    | -                |
| 24                    | -          | 「いい日旅立ち」 - Īhitabidachi – "Un buon giorno per la partenza" | 13 settembre 2017 | -                |
| OVA 5 (6 episodi)     |            | |                   |                  |
| 25                    | -          | 「義母と義姉と遺産と...」 - Gibo to gishi to isan to... – "La matrigna e la sorellastra e l'eredità e..." | 28 febbraio 2020  | -                |
| 26                    | -          | 「楽園計画」 - Rakuen keikaku – "Progetto Paradiso" | 29 maggio 2020    | -                |
| 27                    | -          | 「盤上島へようこそ」 - Banjō shima e yōkoso – "Benvenuti all'isola Tavola" | 28 agosto 2020    | -                |
| 28                    | -          | 「パラダイス・パラダイム」 - Paradaisu Paradaimu – "Paradise Paradigm" | 27 novembre 2020  | -                |
| 29                    | -          | 「いろいろご意見もおありでしょうが、なるようになったということで」 - Iroiro go iken mo o arideshouga, naru yō ni natta to iu koto de – "Forse ci sono opinioni variabili, ma le cose sono andate come dovevano"                                                                 | 26 febbraio 2021  | -                |
| 30                    | -          | 「カンスト(?)勇者の旅立ち」 - Kansuto ( ? ) Yūsha no tabidachi – "Il viaggio dell'eroe superlativo(?)" | 28 maggio 2021    | -                |

## Doppiaggio
| Personaggio                        | Doppiatore giapponese                 | Doppiatore inglese | Doppiatore italiano                            |
| ---------------------------------- | ------------------------------------- | ------------------ | ---------------------------------------------- |
| Tenchi Masaki                      | Masami Kikuchi Mari Mashiba (bambino) | Kermit Miller      | Stefano Crescentini Rachele Paolelli (bambino) |
| Yosho                              | Takehito Koyasu                       | Kermit Miller      | Giorgio Borghetti Riccardo Onorato (ep. 12)    |
| Ryoko                              | Ai Orikasa                            | Celeste Burch      | Cinzia De Carolis                              |
| Nonna di Tenchi                    | Hisako Kyōda                          | Celeste Burch      | Flora Carosello                                |
| Ayeka                              | Yumi Takada                           | Kristen Tanner     | Stella Musy                                    |
| Sasami                             | Chisa Yokoyama                        | Katie Ashley       | Domitilla D'Amico                              |
| Tsunami                            | Chisa Yokoyama                        | Katie Ashley       | Cinzia Villari                                 |
| Ryo-ohki                           | Etsuko Kozakura                       | Marie Cabbit       | Fabrizio Mazzotta Gilberta Crispino (bambino)  |
| Kagato                             | Norio Wakamoto                        | Weston Peese       | Massimo Rossi                                  |
| Katsuhito Masaki                   | Takeshi Aono                          | Jay Hopper         | Sergio Tedesco                                 |
| Nobuyuki Masaki                    | Takeshi Aono                          | Jay Hopper         | Ambrogio Colombo                               |
| Minami Kuramitsu                   | Fumio Matsuoka                        | Jay Hopper         | Dario De Grassi                                |
| Washu Hakubi                       | Yūko Kobayashi                        | Gee Gee Loo Loo    | Laura Latini                                   |
| Mihoshi Kuramitsu                  | Yūko Mizutani                         | Jean Schwartz      | Barbara De Bortoli                             |
| Yukinojyo                          | Hideyuki Umezu                        | Mark Tracy         | Danilo De Girolamo                             |
| Azaka                              | Ken'ichi Ogata                        | Mark Tracy         | Gaetano Varcasia                               |
| Kazuhiko Amagasaki                 | Toshiharu Sakurai                     | Mark Tracy         | Luigi Ferraro                                  |
| Capitano Nobeyama                  | Takuro Kitagawa                       |                    | Oliviero Dinelli                               |
| Comandante della polizia galattica | Hiroshi Masuoka                       | Dan Butler         | Vittorio Di Prima                              |
| Kamidake                           | Wataru Takagi                         | Phil Fox           | Giuliano Santi                                 |
| Donna in attesa                    | Yumi Hikita                           |                    |                                                |

## Colonna sonora
Sigla di apertura
- Boku wa motto pioneer ("Sono un pioniere"), cantata da Chisa Yokoyama.

Sigla di chiusura
- Ren'ai no sainō ("Talento in amore"), cantata da Chisa Yokoyama.
- Tsuki no tragedy ("Tragedia della luna"), cantata da Ai Orikasa.
- Lovely Cookin' ("Talento in amore"), cantata da Tomoko Odajima.